# Pseudo-știință burgheză
Pseudo-știință burgheză (în limba rusă буржуазная лженаука) a fost termenul prin care se înfierau în Uniunea Sovietică anumite discipline științifice care erau considerate inacceptabile din punct de vedere ideologic. 
În anumite momente, drept "pseudo-științe burgheze" au fost considerate: genetica (vezi Lîsenkoism), cibernetica, sociologia, semiotica și lingvistica comparată. Această atitudine s-a manifestat cel mai mult pe timpul lui Stalin și a adus daune ireparabile dezvoltării Uniunii Sovietice. 
Și în Republica Populară Chineză au existat discipline declarate ca "pseudo-științe burgheze". Folosirea anestezicelor era considerată reacționară, deoarece Mao introdusese anestezia prin acupunctură.

## Articole înrudite
- Cercetarea științifică reprimată în Uniunea Sovietică